# 이천 어재연 고택
이천 어재연 고택(利川 魚在淵 古宅)은 대한민국 경기도 이천시 율면에 있는 조선시대의 건축물이다. 1984년 1월 14일 대한민국의 국가민속문화재 제127호로 지정되었다.

## 개요
고종 때의 무관으로 미국 로저스 제독이 지휘하는 군함과 광성진에서 전투를 벌이던 중 전사한 어재연(1823∼1871) 장군의 고택이다. 1800년대초에 지은 것으로 추정되는 초가집이다. 앞에 넓은 마당을 두고 사랑채와 안채·광채가 모여 튼 'ㅁ'자형의 배치구조를 이루고 있다.
광채 옆에 있는 대문을 통하여 들어서면 오른쪽 앞으로 낮은 담이 뻗어있어 안채가 자리한 안마당이 훤히 들여다 보이지 않는다. 그 담의 한 곳을 터서 안채로 통하는 출입구로 사용하였다. 안채는 'ㄱ'자형 구조로 부엌·안방·대청·건넌방이 배치되었고 부엌광이나 골방은 따로 두지 않았다. 툇마루나 쪽마루가 방 앞에 없는 간결한 구조이다. 대문의 왼쪽에 위치하는 '一'자형의 사랑채는 부엌·대청·사랑방으로 되어있다. 대청은 안마당쪽을 막아놓고 바깥마당과 동쪽벽을 터 놓았다. 사랑부엌은 안마당에서만 출입을 할 수 있다. 광채의 뒷모서리에서 뒤로 큼지막하게 돌려진 토담은 집안을 둘러싸고 있다.
전체적으로 여유있게 배치되어 있으며 원형의 변형 없이 비교적 잘 보존된 집이다.

## 명칭 변경
당초 지정명칭은 '어재연 장군 생가'였으나, 2017년 2월 28일 '이천 어재연 고택'으로 변경되었다. 지정명칭 부여지침에 따라 '소재지'를 붙이고, '장군' 존칭을 제외하였으며, '생가'가 아니므로 '고택'을 사용하였다.

## 주변 건축행위 제한
2020년 2월 25일 국가민속문화재 제127호「이천 어재연 고택」역사문화환경 보존지역 내 건축행위 등에 관
한 허용기준이 조정 고시되었다.

## 같이 보기
- 어재연
- 신미양요

## 참고 자료
- 이천 어재연 고택 - 국가유산청 국가유산포털